# 犹他大学
犹他大学（英語：University of Utah，经常在标志上简称为字母U），位于美国犹他州的盐湖城市，是一所顶尖的公立研究性大学。它始建于1850年，由临时的沙漠州议会成立，是犹他州最古老的高等教育机构。该大学在1892年获得了其现在的名称，即犹他州获得州份四年前，并于1900年迁至其现在的地址。该校是犹他高等教育系统的旗舰大学。
截至2023年秋季，该校有26,355名本科生和8,350名研究生，总计35,236人，是犹他州第二大公立大学。研究生学院包括S.J. Quinney法学院和医学院，犹他州第一所医学院。它是美国大学协会的成员，并被卡内基高等教育机构分类归类为非常高研究活动的博士大学。
根据美国国家科学基金会的数据，该大学在2022年获得了6.7亿美元的研究与开发经费，位列全国第47位。该大学的医疗保健系统包括四家医院，包括犹他大学医院和亨茨曼癌症研究所，以及十二家社区诊所和专科中心，如Moran眼科中心。该大学的体育队，Utes队，为12大聯盟的成员，参加NCAA第一級別运动项目。
该大学的历史上，与该大学有过联系，作为学生，研究人员或教师成员中，有22位罗德学者，4位诺贝尔奖获得者，3位图灵奖获得者，八位麦克阿瑟奖获得者，以及各种普利策奖获得者，两名宇航员，盖茨剑桥学者和丘吉尔学者。